# Haplomacrobiotus utahensis
Haplomacrobiotus utahensis är en djurart som tillhör fylumet trögkrypare, och som beskrevs av Giovanni Pilato och Clark Beasley 2005. Haplomacrobiotus utahensis ingår i släktet Haplomacrobiotus och familjen Calohypsibiidae. Inga underarter finns listade i Catalogue of Life.